# Graphandra
Graphandra, monotipični biljni rod iz porodice primogovki smješten u tribus Andrographideae, dio potporodice Acanthoideae. Jedina vrsta je G. procumbens, endem iz Tajlanda Opisan je u Bulletin of Miscellaneous Information, Royal Gardens, Kew 1939: 126. 1939. 

## Opis
Malena ležeća biljka. 